# Heiner Eichner
Heiner Eichner (* 10. September 1942 in Kronach; † 7. März 2024 in Wien) war ein deutscher und österreichischer Linguist und Indogermanist.

## Leben
Heiner Eichner besuchte ein Gymnasium in München und studierte anschließend an den Universitäten in München und Erlangen, wo er 1974 bei Karl Hoffmann promoviert wurde. An der Universität Regensburg war er von 1974 bis 1983 als wissenschaftlicher Assistent bei Helmut Rix tätig und wurde dort 1982 in Vergleichender indogermanischer Sprachwissenschaft habilitiert. Von 1984 bis 1989 war er als Privatdozent an der Universität Basel tätig, hierhin wurde er 1987 auch umhabilitiert. Von 1989 bis zu seiner Emeritierung 2010 war er ordentlicher Universitätsprofessor für Allgemeine und Indogermanische Sprachwissenschaft an der Universität Wien. Von 1995 bis 2002 hatte er die Leitung der Kommission für Iranistik an der Österreichischen Akademie der Wissenschaften inne.
Eichner war korrespondierendes Mitglied im Inland der Philosophisch-Historischen Klasse der Österreichischen Akademie der Wissenschaften.

## Veröffentlichungen (Auswahl)
- Untersuchungen zur hethitischen Deklination. Dissertation Erlangen 1974.
- Studien zu den indogermanischen Numeralia. Rekonstruktion des urindogermanischen Formensystems und Dokumentation seiner einzelsprachlichen Vertretung bei den niederen Kardinalia „zwei“ bis „fünf“, Habilitationsschrift, 1982 (Digitalisat).
- mit Jürgen Borchhardt, Martina Pesditschek: Archäologisch-sprachwissenschaftliches Corpus der Denkmäler mit lykischer Schrift. In: Anzeiger der philosophisch-historischen Klasse.Österreichische Akademie der Wissenschaften 134, 2, 1997/99, S. 11–96.